# نجوى سالم
نجوى سالم (17 نوفمبر 1925 - 19 مارس 1987)، ممثلة مصرية.

## عن حياتها
عُرفت بأدوارها في المسرح والسينما في فترة الخمسينيات والستينيات القرن العشرين، كما اشتهرت باسم «نينات».
ولدت نظيرة موسى شحاتة بالقاهرة لوالدين حاصلان على الجنسية المصرية فوالدها لبناني الأصل وأمها إسبانية يهودية الأصل. في سنواتها الأخيرة أصيبت نجوى سالم بمرض نفسي حيث "هيئ لها أن هناك من يسعى لاغتيالها بسبب كونها يهودية الأصل"، رغم كونها قد أعلنت إسلامها.
أول ظهور لها على المسرح كان في مسرحية استنى بختك أمام نجيب الريحاني. وقد بدأت رحلتها مع الفن عندما تلقى والدها دعوة لحضور إحدى مسرحيات الريحاني من متعهد حفلات، وكان ذلك في عام 1942، والتحقت بفرقة الريحاني في هذه السن بعد موافقة والدها وبعد شهر حدد لها الريحاني راتباً شهريا قدره أربعة جنيهات، زادت بعد ذلك إلى 25 ثم 50 جنيها وأسند لها البطولة لأول مرة في مسرحية حسن ومرقص وكوهين.
أشهرت نجوى سالم إسلامها عام 1960 ولم يكن ذلك غريبا عليها فقد كانت عاداتها قريبة جدا من عادات وتقاليد المسلمين، وأكد زوجها الناقد الفني عبد الفتاح البارودي أنها منذ إسلامها كانت تزكي وتصلي وتصوم وتحمل المصحف في حقيبة يدها في أي مكان تذهب إليه، وقد تزوجها البارودي عام 1970 بعد أن رأى استقامتها وتدينها وحرصها على آداء العبادات .. وقد حاولت نجوى سالم الانتحار عند وفاة والدتها وكانت لها محاولة أخرى بسبب الاكتئاب الذي حلَّ بها بسبب عدم استعانة المخرجون بها للعمل .
عرفت نجوى سالم بشهامتها تجاه زملائها في الفن، فهي الفنانة الوحيدة التي لازمت الفنان عبد الفتاح القصري في محنة مرضه وظلّت بجانبه حتى رحيله، وكانت قد حصلت على شقة من محافظ القاهرة ليقيم فيها القصري بعد أن انهار المنزل الذي كان يسكن فيه، وتمكنت من الحصول على جهاز تليفزيون للقصري ليرفه عنه أثناء المرض من صلاح عامر رئيس مؤسسة السينما والمسرح .

## أعمالها

### الأفلام
1941 صلاح الدين الأيوبي
- 1942: عايدة
- 1942: أحلام الشباب
- 1944: غرام وانتقام
- 1945: ليلى بنت الفقراء
- 1945: بين نارين
- 1946: مجد ودموع
- 1946: ما أقدرش
- 1946: الخمسة جنيه
- 1948: الروح والجسد
- 1951: فايق ورايق
- 1952: ناهد
- 1952: عنتر ولبلب
- 1953: حكم قراقوش
- 1954: حسن ومرقص وكوهين
- 1958: إسماعيل يس في دمشق
- 1958: أبو عيون جريئة
- 1961: حياتي هي الثمن
- 1961: حب وعذاب
- 1961: السبع بنات
- 1961: الأزواج والصيف
- 1962: ملك البترول
- 1963: حياة عازب
- 1963: جواز في خطر
- 1967: القبلة الأخيرة

### المسرحيات
- 1954: محدش واخد منها حاجة
- 1954: حسن ومرقص وكوهين
- 1954: الدلوعة
- 1955: الستات لبعضيهم
- 1959: 30 يوم في السجن
- 1960: يا ما كان في نفسي
- 1960: حسن ومرقص وكوهين
- 1961: خليني اتبحبح يوم
- 1961: الستات مايعرفوش يكدبوا
- 1961: استنى بختك
- 1962: لو كنت حليوة
- 1962: الدنيا لما تضحك
- 1963: إلا خمسة
- 1963: أصل وصورة
- 1964: لوكاندة الفردوس
- 1966: حركة ترقيات
- 1967: ذات البيجامة الحمراء
- 1973: صديقي اللص
- 1973: ممنوع لأقل من 30 سنة

### المسلسلات
- 1962: العابثة

## روابط خارجية
- نجوى سالم على موقع IMDb (الإنجليزية)
- نجوى سالم على موقع الدهليز
- نجوى سالم على موقع قاعدة بيانات الأفلام العربية